# Katia (1959)
Katia is een Franse dramafilm uit 1959 onder regie van Robert Siodmak. De film is gebaseerd op de roman Katia, le démon bleu du tsar Alexandre (1938) van de Frans-Roemeense schrijfster Marthe Bibesco.

## Verhaal
Bij een bezoek aan een meisjeskostschool maakt de getrouwde tsaar Alexander II kennis met het rebelse schoolmeisje Katja. Hij wordt verliefd en nodigt haar uit voor een hofbal op het Winterpaleis. Om geroddel aan het hof tegen te gaan, stuurt hij zijn maîtresse een tijdlang naar Frankrijk. Bij haar terugkeer naar Sint-Petersburg wordt ze eerst een hofdame en na de dood van de tsarina de tweede gemalin van de tsaar. Uiteindelijk wordt tsaar Alexander II vermoord.

## Rolverdeling
| Acteur           | Personage                      |
| ---------------- | ------------------------------ |
| Romy Schneider   | Catharina "Katia" Dolgoroekova |
| Curd Jürgens     | Tsaar Alexander II             |
| Pierre Blanchar  | Koubaroff                      |
| Monique Melinand | Tsarin Marie                   |
| Françoise Brion  | Sophie Perowski                |
| Antoine Balpêtré | Revolutionair                  |